# Voltaire-Programm
Das Voltaire-Programm ist ein jeweils sechsmonatiges auf Gegenseitigkeit beruhendes Austauschprogramm mit Frankreich, das von der deutschen und französischen Regierung unterstützt wird. Es wurde 1998 beim deutsch-französischen Gipfel in Potsdam auf Anregung von Brigitte Sauzay von beiden Regierungen ins Leben gerufen. Durchgeführt wird das Programm durch das Centre Français de Berlin im Auftrag des DFJW und in Zusammenarbeit mit dem Pädagogischen Austauschdienst.

## Programminhalt
Das Programm richtet sich an Schülerinnen und Schüler der 8., 9. und 10. Jahrgangsstufe (Abweichungen je nach Bundesland sind möglich), die 6 Monate in Frankreich in einer Gastfamilie verbringen und die Schule besuchen möchten. Der deutsche Programmteilnehmende nimmt für 6 Monate seinen französischen Austauschpartner in seiner Familie auf und verbringt die folgenden 6 Monate in der Familie des französischen Partners. Der Austauschpartner kann durch die Organisatoren des Programms vermittelt werden; es können sich aber auch bereits bestehende Austauschpaare bewerben.
Das Programm ist für die Teilnehmenden kostenlos, da es auf Gegenseitigkeit beruht, und wird mit einem Fahrtkostenzuschuss und einem Kulturportfolio von 250 € durch das DFJW unterstützt.

## Zeitraum
- März bis August: Aufenthalt des französischen Partners in Deutschland
- September bis Februar des folgenden Jahres: Aufenthalt in Frankreich

## Bewerbung
Die Bewerbung erfolgt über ein Online-Formular (siehe Weblinks). Die vollständige ausgedruckte Bewerbung wird über die Schule bei der zuständigen Schulbehörde eingereicht. Die Bewerbungsunterlagen sind ab August verfügbar. Die Bewerbung muss bis Oktober oder Anfang November (je nach Bundesland) eingereicht werden.

## Zuständige Behörden
In jedem Bundesland gibt es eine verantwortliche Stelle, an die auch die Bewerbung über die Schule gerichtet werden muss. Eine aktuelle Übersicht findet sich auf den Seiten des Centre Français.